# Abu al-Husajn al-Husajni al-Kuraszi
Abu al-Husajn al-Husajni al-Kuraszi (arab. ‏أبو الحسين الحسيني القرشي‎; ur. ?, zm. 29 kwietnia 2023 w Dżindajris) – bliskowschodni terrorysta i salafita, czwarty kalif Państwa Islamskiego.

## Życiorys
Wyznawca salafizmu, jego przydomek nawiązuje do plemienia Kurajszytów, z którego wywodził się Mahomet. Niewiele wiadomo o jego życiu, nie ujawniono jego zdjęcia, a w komunikatach islamistów podawano, że jest doświadczonym wojownikiem. 30 listopada 2022 został ogłoszony czwartym kalifem Państwa Islamskiego po tym, jak poprzedni kalif Abu al-Hasan al-Haszimi al-Kuraszi zginął w bitwie.
Zginąć miał w ramach operacji przeprowadzonej przez tureckie służby wywiadowcze, chociaż strona amerykańska twierdzi, że nie jest w stanie potwierdzić tej informacji.
3 sierpnia 2023 roku, oficjalny rzecznik Państwa Islamskiego, Abu Hudhajfah Al-Ansari, oficjalnie ogłosił śmierć Abu al-Husajna al-Husajniego. Grupa zaprzeczyła, jakoby został zabity przez siły tureckie, zamiast tego twierdziła, że zginął w bezpośrednich starciach z grupą Tahrir al-Sham w prowincji Idlib w północno-zachodniej części rebeliantów Syryjskich.